# 長尾達生
長尾 達生（ながお たつお、1892年（明治25年）12月21日 - 1969年（昭和44年）8月8日）は、日本の実業家・政治家。衆議院議員。

## 経歴
福岡県出身。長尾高次郎の二男として生まれる。
位登炭鉱、石灰工場、丸山劇場を経営。その他、豊前石灰工業社長、長尾鉱業会長、田川市商工会議所会頭、純正日本民主主義連盟会長などを務めた。
政界では、後藤寺町会議員、福岡県会議員、同参事会員を務めた。1946年（昭和21年）4月、第22回衆議院議員総選挙おいて福岡県第二区で日本進歩党から出馬して当選。その後、第24回総選挙まで福岡県第四区から出馬して当選し、衆議院議員を連続3期務めた。この間、日本進歩党常議員会長、同総務委員、民主党議員総会長、民主自由党代議士会長、同常任総務などを務めた。
炭鉱国管疑獄により国会で証人喚問され、のち逮捕された。1952年（昭和27年）6月19日、東京地方裁判所で、懲役一年二ヶ月、執行猶予二年の判決を受けた。その後、控訴して争ったが、二審の審理途中で控訴を取り下げ一審判決が確定した。